# Hanns Pellar
Hanns Pellar (* 17. März 1886 in Wien; † 20. August 1971 ebenda) war ein österreichischer Maler und Illustrator. In seiner künstlerischen Ausbildung war er u. a. Schüler von Franz von Stuck in München. Er gehörte zu den in München auffälligen Künstlern, die mit einer handwerklich soliden und in den Darstellungen sehr gefälligen Kunst, prägend für die Prinzregentenzeit waren. Als „Liebling verschiedener angesehener Darmstädter Familien“ fertigte er eine Vielzahl von Porträts an, v. a. zahlreiche Damenbildnisse, was ihm schließlich den Namen „Maler der Eleganz“ einbrachte.

## Leben

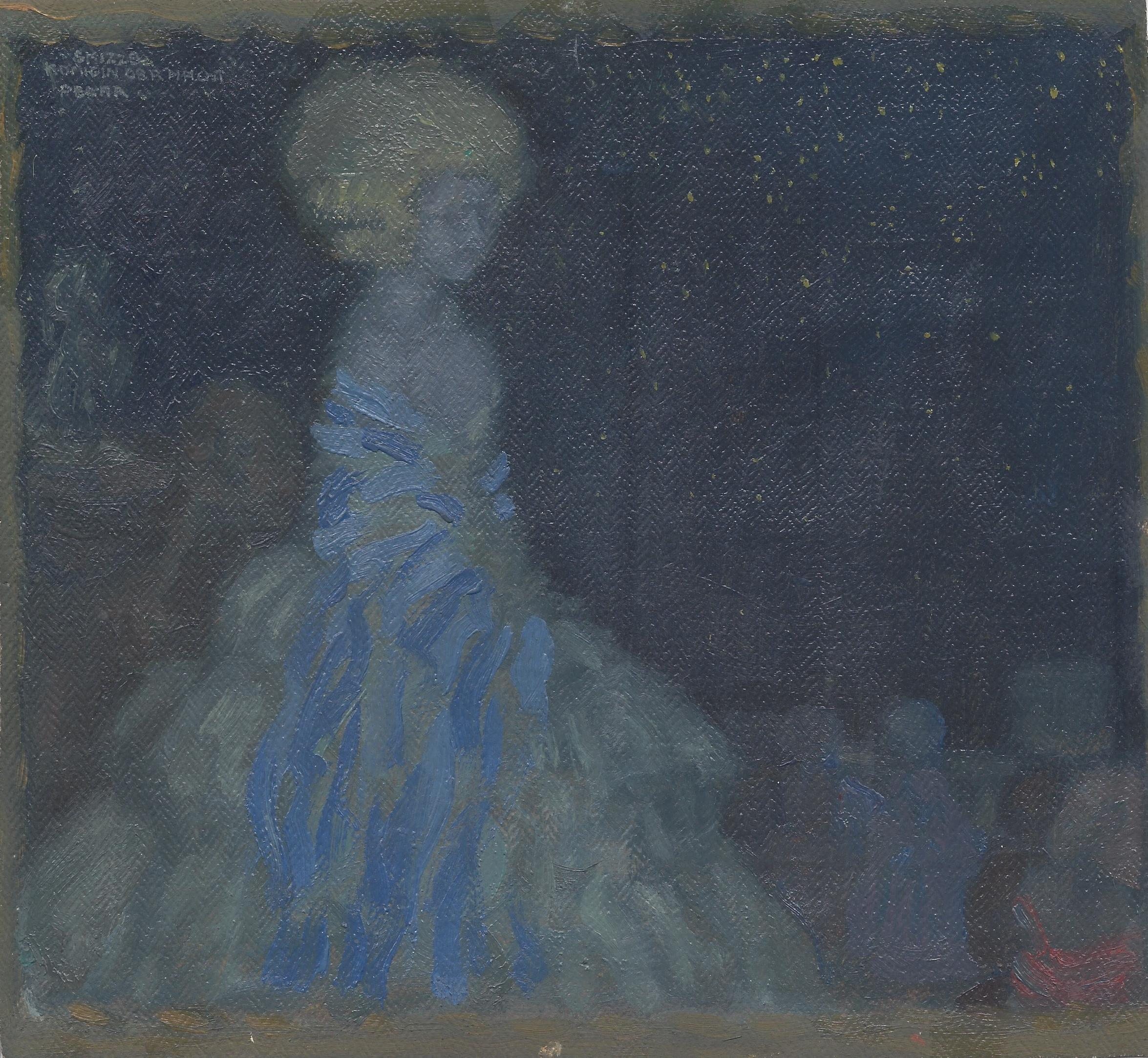
Hanns Pellar, Königin der Nacht, Ölskizze, um 1910

Ursprünglich strebte Hanns Pellar eine Offiziersausbildung an, jedoch war die Freude am phantasievollen Zeichnen größer, sodass er ab 1901 als Schüler bei Joseph Eugen Hörwarter der „Grafischen Lehr- und Versuchsanstalt“ in Wien angehörte, bevor er 1905 an der Wiener Akademie der Bildenden Künste aufgenommen wurde. Dort studierte er Malerei bei Heinrich Lefler. Schon ein Jahr später ging er nach München, wo er an der Malschule Franz von Stucks bis 1908 blieb.
Als selbstständiger Maler fertigte er Ölgemälde und Aquarelle aber auch Illustrationen für mehrere Zeitschriften wie die „Lustigen Blätter“ oder den „Simplizissimus“ an. Nachdem auch der Großherzog von Hessen durch die Illustration des Kinderbuchs „Der kleine König“ auf den sog. „Maler der Eleganz“ aufmerksam wurde, berief er ihn 1911 an die Künstlerkolonie in Darmstadt. Bis 1913 war er mit Wandgemälden in den Musikzimmern der von dem Künstlerkolonie-Mitglied Edmund Körner entworfenen Villen Herzberg und Waldthausen in Essen befasst.
In Darmstadt selbst stellte sich für Pellar der Erfolg erst ein, nachdem er sich auf die Porträtmalerei spezialisiert hatte. Er schuf Porträts von Mitgliedern der großherzoglichen Familie, von Damen der Aristokratie und der bürgerlichen Oberschicht. Seine zahlreichen Damenbildnisse trugen ihm die Bezeichnung „Maler der Eleganz“ ein. Herausfordernd blickende Damen in Rokokokleidern und Frisuren wie beispielsweise „Ninon de Lenclos“, aber auch Tänzerinnen und Parkgesellschaften mit Faunsfiguren sind sein festes Repertoire.
Angeregt durch einen Auftrag des Großherzogs kam er zur Miniaturmalerei. In dieser Technik entstanden Bildnisse auf Elfenbein für die Miniatursammlung des Großherzogs Ernst Ludwigs.
An der Künstlerkolonie-Ausstellung 1914 beteiligte er sich hauptsächlich mit Porträts in Öl und Pastell. In dem provisorischen Modepavillon waren seine Kostümentwürfe zu sehen. Im November 1914 erfolgte die Ernennung Hans Pellars zum Professor durch den Großherzog.
Laut den Recherchen von Olényi von Husen war Pellar bis 1917 Mitglied der Darmstädter Künstlerkolonie an der Mathildenhöhe.
Nach der in den 1930er Jahren verfassten, aber erst 2007 gedruckt veröffentlichten Autobiografie von Albin Müller (vgl. Literatur) wird als Beispiel für die Gruppe auswärtiger Künstler, die zu Ausstellungen oder anderen Projekten eingeladen wurden, u. a. Hanns Pellar genannt. Glaubt man der Quelle, so konnte er sich nicht vollständig in die Künstlerkolonie integrieren, weil er seinen Wohnsitz bzw. Lebensmittelpunkt nicht nach Darmstadt verlegte. Er selbst hat sich jedoch durchweg ohne eine solche Differenzierung als Mitglied der Künstlerkolonie verstanden.
Im Jahr 1925 zog Pellar nach Frankfurt am Main und verließ später aufgrund der Machtergreifung der Nationalsozialisten Deutschland und gelangte nach mehreren Zwischenstationen wieder nach Wien, wo er nach der Machtergreifung der Nationalsozialisten durch die Reichskulturkammer 1938 ein Berufsverbot erhielt, da er sowohl eine von den Nationalsozialisten abgelehnte Stilrichtung verfolgte als auch zu seiner jüdischen Frau Stefanie stand.
An seinen frühen Erfolg anschließend, schien Pellar eine elitäre Sammlerschaft und mithin Nische gefunden zu haben, deren Geschmack sich eher im Privaten entfaltete und durchaus viele Bereiche der Kultur durchdrang wie Literatur, Theater und eben Malerei, Illustration, Plastik, Architektur, Kunstgewerbe.
Im Sommersemester 1929 trat Pellar mit 43 Jahren in das Corps Franconia Darmstadt ein und wurde Inhaber der Corpsschleife (IdC). Aufgrund seines fortgeschrittenen Alters erfolgten seine Acception und Reception am selben Tag.

## Gemälde (Auswahl)
- Mephisto, 1910
- Der Favorit, 1922, Öl auf Karton. 63,5 × 56,5 cm
- Abendlied, 1912, Gouache und Tempera (Mischtechnik) auf Holz. 64 × 61,5 cm
- Trunkene Romanze, Öl auf Karton. 62,5 × 57 cm
- Dame mit Muff, ca. 1910, Öl auf Leinwand, 60 × 46 cm
- Faun und Dame, Mischtechnik auf Holz, 34,5 × 34,5
- Der verliebte Faun, 1914, Öl auf Malkarton. 35 × 35 cm
- Ninon (de Lenclos), 1911, Öl auf Leinwand, 97 × 93 cm

## Ausstellungen
- 1908 Kunstschau Wien (beteiligt mit zwei Arbeiten)
- 1909 bei der Eröffnungsausstellung Heinrich Thannhausers in München
- 1909 bzw. 1910 Einzelausstellung bei Heinrich Thannhauser in München[2]
- Mai bis Oktober 1911 „Kunsthausausstellung  Darmstadt“ im Ernst-Ludwig-Haus in Darmstadt
- Juni 1913 Porträtausstellung im Atelier des Ernst-Ludwig-Hauses in Darmstadt
- 1914 in der Vierten Künstlerkolonie-Ausstellung in Darmstadt
- 1916 Große Kunstausstellung in Berlin
- 1967 Ausstellung „Malerei der Residenz Darmstadt“
- 1976 Gedächtnisausstellung für die Künstler der Mathildenhöhe ebendort
- 2016/2017 „Kommen und Gehen – von Courbet bis Kirkeby“ im Museum Giersch in Frankfurt[3]
- 2018 „Kunst und Leben. Gustav Bock und seine Kunststiftungen 1915 und 1917“, Ausstellung der städtischen Kunststiftung im Oberhessischen Museum Gießen[4]

## Illustrationen
- Hanns Pellar (Illustr.)/Fritz von Ostini: Der kleine König. Ein Märchen zu zwölf Bildern von Hanns Pellar, erzählt von Fritz v. Ostini. Georg W Dietrich, München 1909.
- Max Henning: Die schönsten Geschichten aus Tausend und einer Nacht. Mit acht farbigen Bildern und Einbandgestaltung von Hanns Pellar, Reclam, Leipzig, 1926.